# Szergej Alekszandrovics Milnyikov
Szergej Alekszandrovics Milnyikov, oroszul: Сергей Александрович Мыльников (Cseljabinszk, 1958. október 6. – 2017. június 20.) olimpiai bajnok szovjet válogatott orosz jégkorongozó.

## Pályafutása
Az 1988-as calgary-i olimpián aranyérmet a szovjet válogatott tagjaként. 1985 és 1990 között öt világbajnokságon vett részt, amelyeken három arany- és egy-egy ezüst- illetve bronzérmet nyert a csapattal.

## Sikerei, díjai
- Olimpiai játékok
  - aranyérmes: 1988, Calgary
- Világbajnokság
  - aranyérmes (3): 1986, 1989, 1990
  - ezüstérmes: 1987
  - bronzérmes: 1985